# Robert von Blumencron
Robert Gratian svobodný pán von Blumencron (18. prosince 1807 Praha – 5. prosince 1888 Vídeň), byl rakouský šlechtic z rodu Blumencronů, důstojník a politik z Čech, v 2. polovině 19. století poslanec Říšské rady.

## Biografie
Narodil se do rodiny guberniálního rady a krajského hejtmana Heinricha von Blumencrona (1771–1851) a jeho manželky Josephy von Ottlilienfeld (1781–1872). Měl mladší sestru Henriettu (1814–1900), provdanou Bayer de Bayersburg.
Studoval filozofii v Praze. Nastoupil vojenskou službu u kyrysníků jako adjutant. Následně sloužil u pohraničního pluku číslo 13. V letech 1848–1849 se podílel na tažení rakouské armády v Itálii jako plukovník. Od roku 1854 byl generálmajorem a sloužil v tehdejších Dunajských knížectvích. Byl městským velitelem v Jasech a pak brigadýrem v Opavě, Brně a Binkovicích. Působil jako velkostatkář. Patřily mu statky Hořany, Stránce a Slatinice. Na generálmajora byl povýšen 1. července 1854, do penze odešel 21. června 1860.
Byl aktivní i politicky. V prvních přímých volbách do Říšské rady roku 1873 byl zvolen do vídeňského parlamentu za velkostatkářskou kurii v Čechách. Ve sněmovně usedl do řad kozervativní pravice. Národní listy ho ale v přehledu nově zvolených poslanců z roku 1873 řadí mezi ústavověrné (Strana ústavověrného velkostatku), tedy stoupence provídeňské centralistické koncepce rakouského státu.
Z manželství s uherskou hraběnkou Marií Terezií Radványiovou (1809–1885) měl syny Arpáda (1838–1900) a Gézu (1841–1891).
Zemřel v prosinci 1888 ve svém vídeňském bytě. Pochován byl na hřbitově v Hietzingu.